# (34362) 2000 RK30
2000 RK30 (asteroide 34362) é um asteroide da cintura principal. Possui uma excentricidade de 0.09252950 e uma inclinação de 8.39409º.
Este asteroide foi descoberto no dia 1 de setembro de 2000 por LINEAR em Socorro.